# Museo Arqueológico de Komotiní
El Museo Arqueológico de Komotiní es uno de los museos de la región de Tracia, en Grecia.

## Historia del museo
Inicialmente, entre 1937 y 1962, se reunió una colección arqueológica en una escuela de secundaria en la ciudad de Komotiní hasta que en 1962 pasó a estar alojada en un edificio tradicional que se convirtió en museo arqueológico. Poco después, entre 1968 y 1970, se construyó un nuevo edificio para el museo, diseñado por Aris Konstantinidis, que se inauguró en 1976.

## Colecciones
El museo contiene una colección de objetos que permiten exponer la historia de la zona entre el periodo neolítico y la época bizantina. Entre ellos, se encuentran los pertenecientes a antiguos asentamientos de Tracia en Estrime, Dicea, Abdera, Maronea, Makri, Mesembria-Zona y Paradimí, así como a las necrópolis de Trajanópolis, Orestiada y Arzos.
Entre todos sus objetos sobresale un busto dorado de Septimio Severo, de principios del siglo III. Otros objetos expuestos incluyen relieves, herramientas para el trabajo de la piedra y la cerámica; objetos de uso cotidiano que también formaron parte de ajuares funerarios como estatuillas, cerámica, monedas y joyas; estelas funerarias, sarcófagos e inscripciones. Estas últimas aportan valiosa información sobre aspectos como la religión, la sociedad y la política de la zona.